# Rob Hyndman
Pour les articles homonymes, voir Hyndman.
Robin John Hyndman (né le 2 mai 1967) est un statisticien australien connu pour ses travaux sur les prévisions et les séries chronologiques. Il est professeur de statistique à l'Université Monash. Il a reçu la médaille Moran et  la médaille Pitman pour ses travaux théoriques et méthodologiques qui portent sur les probabilités appliquées, les séries chronologiques, l'inférence statistique, la prévision, l'estimation non paramétrique et les graphiques statistiques.

## Formation et carrière
Hyndman a étudié les statistiques et les mathématiques à l'Université de Melbourne, où il a obtenu un baccalauréat ès sciences avec mention très bien et un doctorat, avec une thèse intitulée « Continuous-Time Threshold Autoregressive Modelling » (1992).
Il est professeur de statistique à l'Université Monash et a été rédacteur en chef de l' International Journal of Forecasting (en) de 2005 à 2018.

## Travaux
Hyndman est co-créateur et promoteur de l'erreur d'échelle absolue (en) (Mean absolute scaled error, MASE) de la mesure de l'erreur de prévision indépendante de l'échelle. Les mesures courantes d'erreur de prévision, telles que l'erreur absolue moyenne (en), l'erreur absolue moyenne géométrique et l'erreur quadratique moyenne, présentent des lacunes liées à la dépendance à l'échelle des données et/ou à la gestion des zéros et des valeurs négatives dans les données. La métrique MASE de Hyndman résout ces problèmes et peut être utilisée avec n'importe quelle méthode de génération de prévisions. Elle permet la comparaison entre les modèles en raison de sa propriété sans échelle.
Les modèles statistiques qu'il développe qui sont utilisés pour prévoir divers types de données, notamment la demande d'électricité, la mortalité due au cancer, la fécondité, la population, les ventes d'entreprises.

## Prix et distinctions
En 2007, il a remporté la médaille Moran de l'Académie australienne des sciences pour ses contributions à la recherche statistique, en soulignant notamment qu'il « a récemment proposé une nouvelle méthode de prévision des courbes de mortalité par âge, qui a déjà eu un impact majeur puisque toutes les prévisions officielles australiennes sur le cancer utilisent désormais cette méthode ». En 2021, il a remporté la médaille Pitman de la Société statistique d'Australie.
Il a été élu membre de l'Académie des sciences sociales en Australie (en) en 2020 et membre de l'Académie australienne des sciences en 2021.

## Publications
- Makridakis, S., Wheelwright, S. et Hyndman, RJ (1998) Forecasting: methods and applications, Wiley.
- Hyndman, RJ, Koehler, AB, Ord, JK et Snyder, RD (2008) Forecasting with exponential smoothing: the state space approach, Springer.
- Hyndman, RJ, et Athanasopoulos, G. (2014) Forecasting: principles and practice, OTexts. (auto-édité)
- Hyndman, RJ (2015) Unbelievable, CreateSpace. (auto-édité)